# 鸡首壶

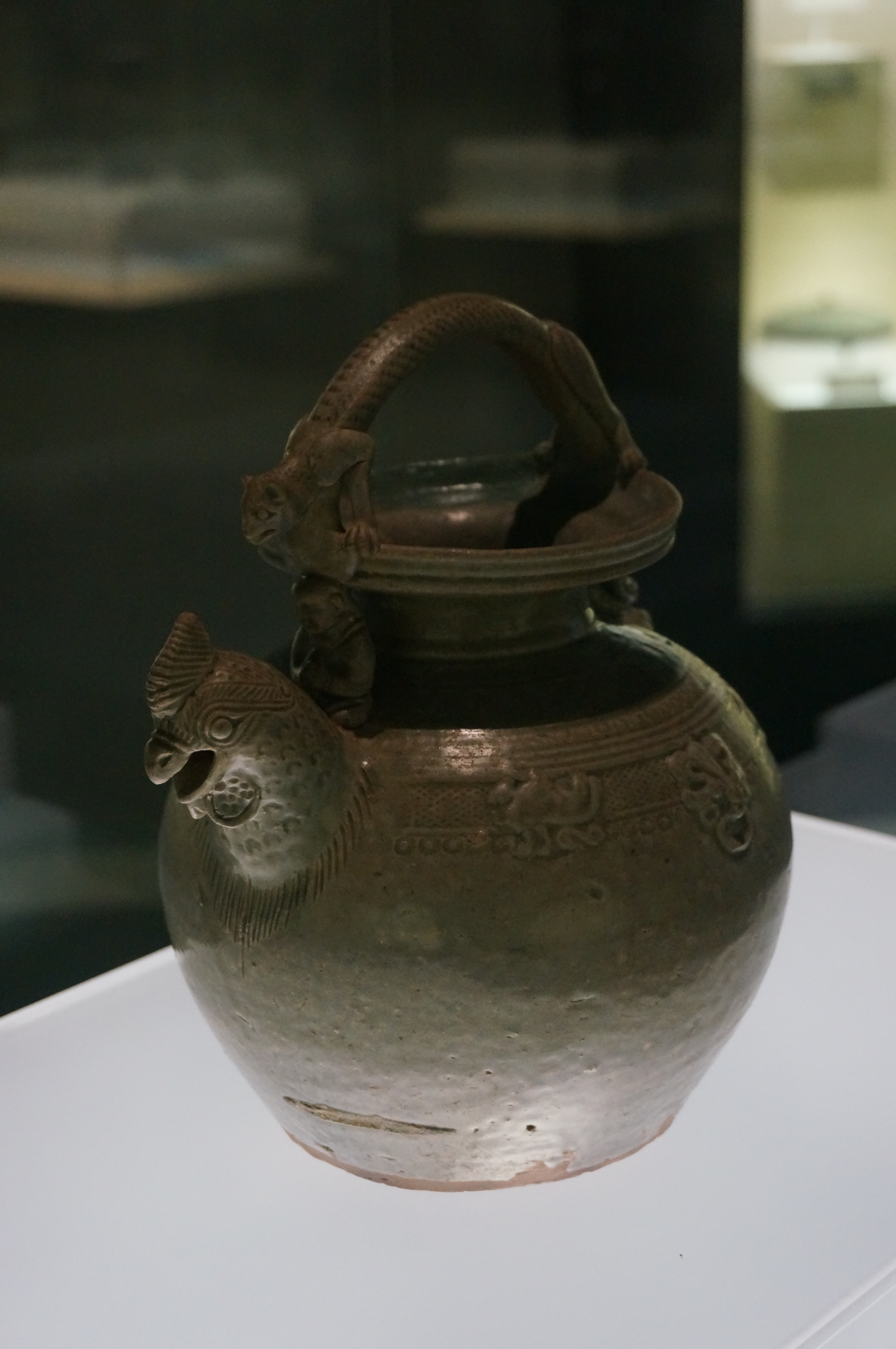
西晋青瓷蜥蜴把鸡首壶，余姚博物馆藏。

鸡首壶又名鸡头壶、天鸡壶，晋时也称罂，是提壺的一種，为中国傳統的一种茶酒器，因壶的肩部塑出鸡首而得名，出现于三国末年，流行于两晋至隋代，其后几乎绝迹，其功能可能被执壶所取代。鸡首壶在罐的基础上发展而来，其造型一般为盘口、细颈、鼓腹、平底，颈附鸡首作流，后附耳形柄，亦有作羊头、牛头或虎头的造型者，但较为少见。烧制鸡首壶的著名窑址有德清窑、越窑、瓯窑等，多为黑釉和青釉。

## 图集

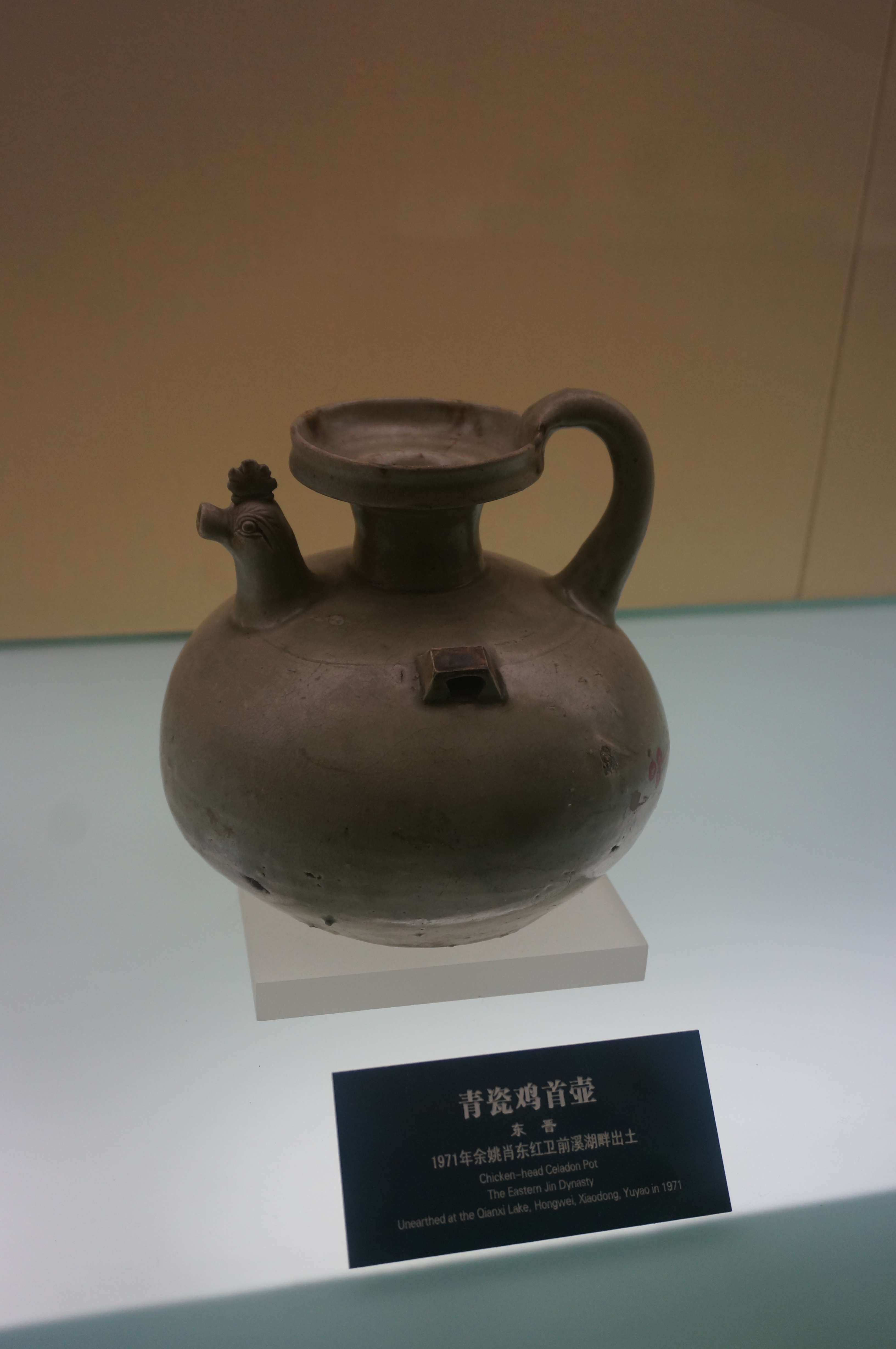
东晋青瓷鸡首壶，余姚博物馆藏（下同）
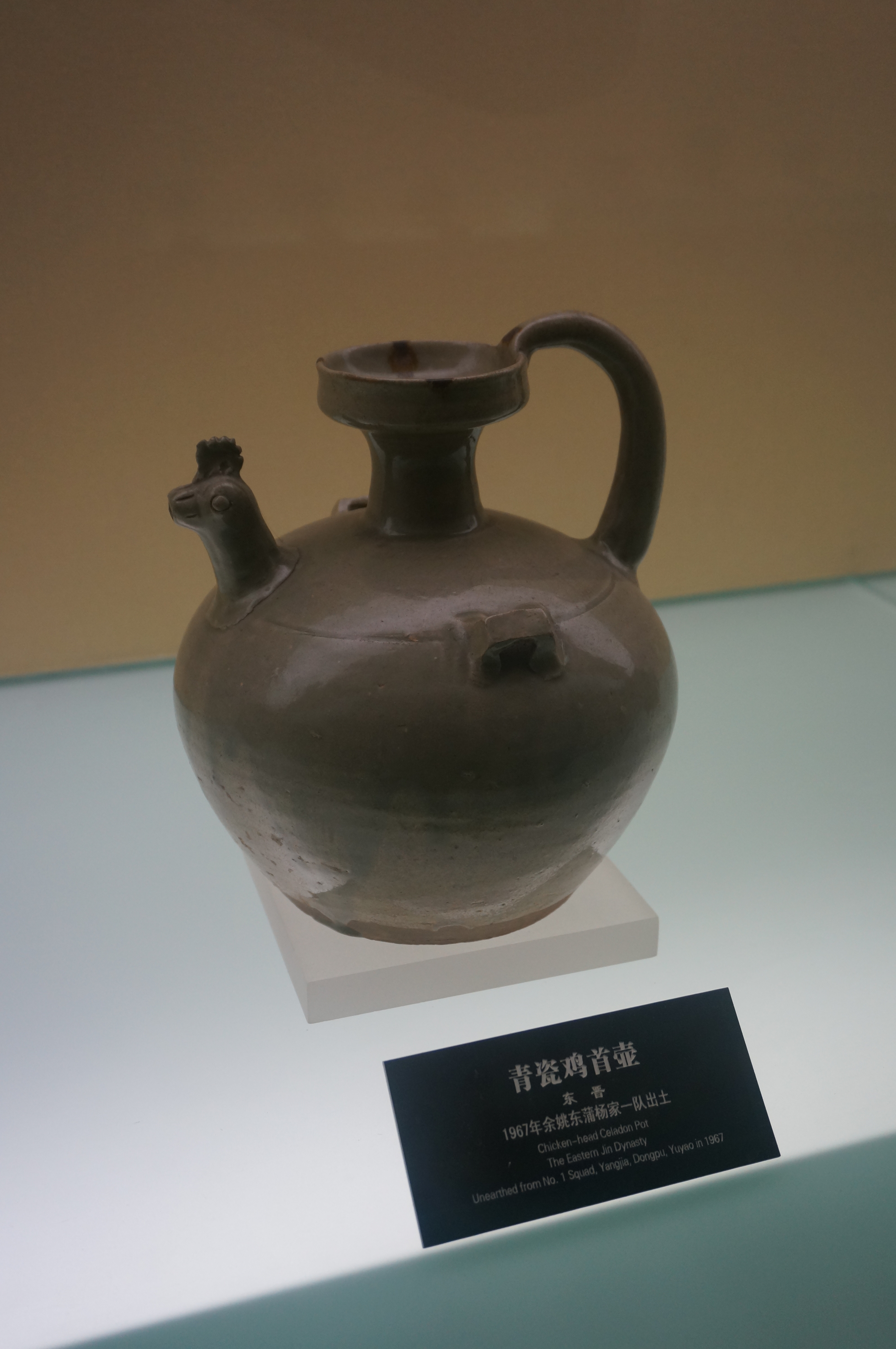
东晋青瓷鸡首壶
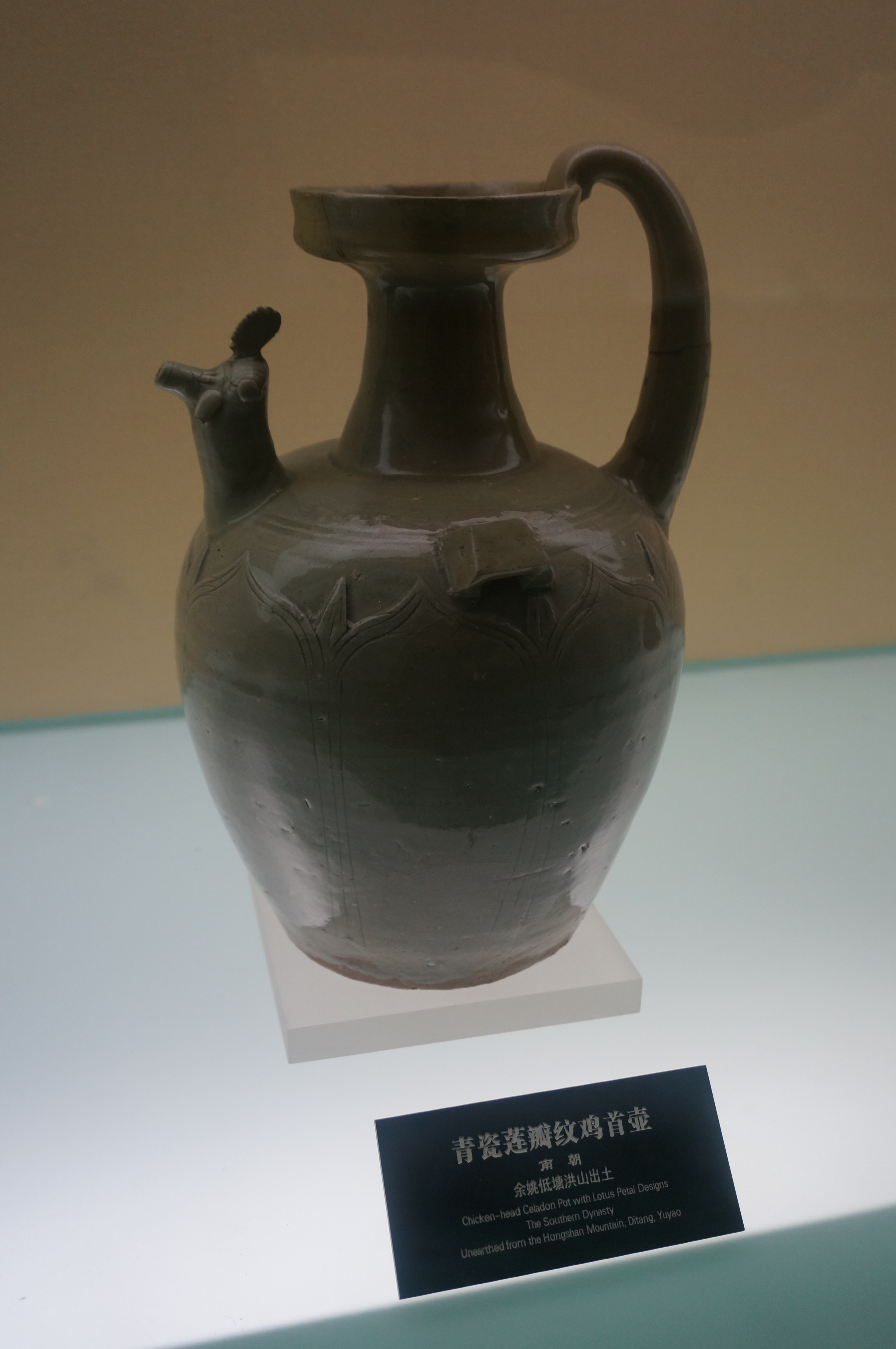
东晋青瓷莲瓣纹鸡首壶
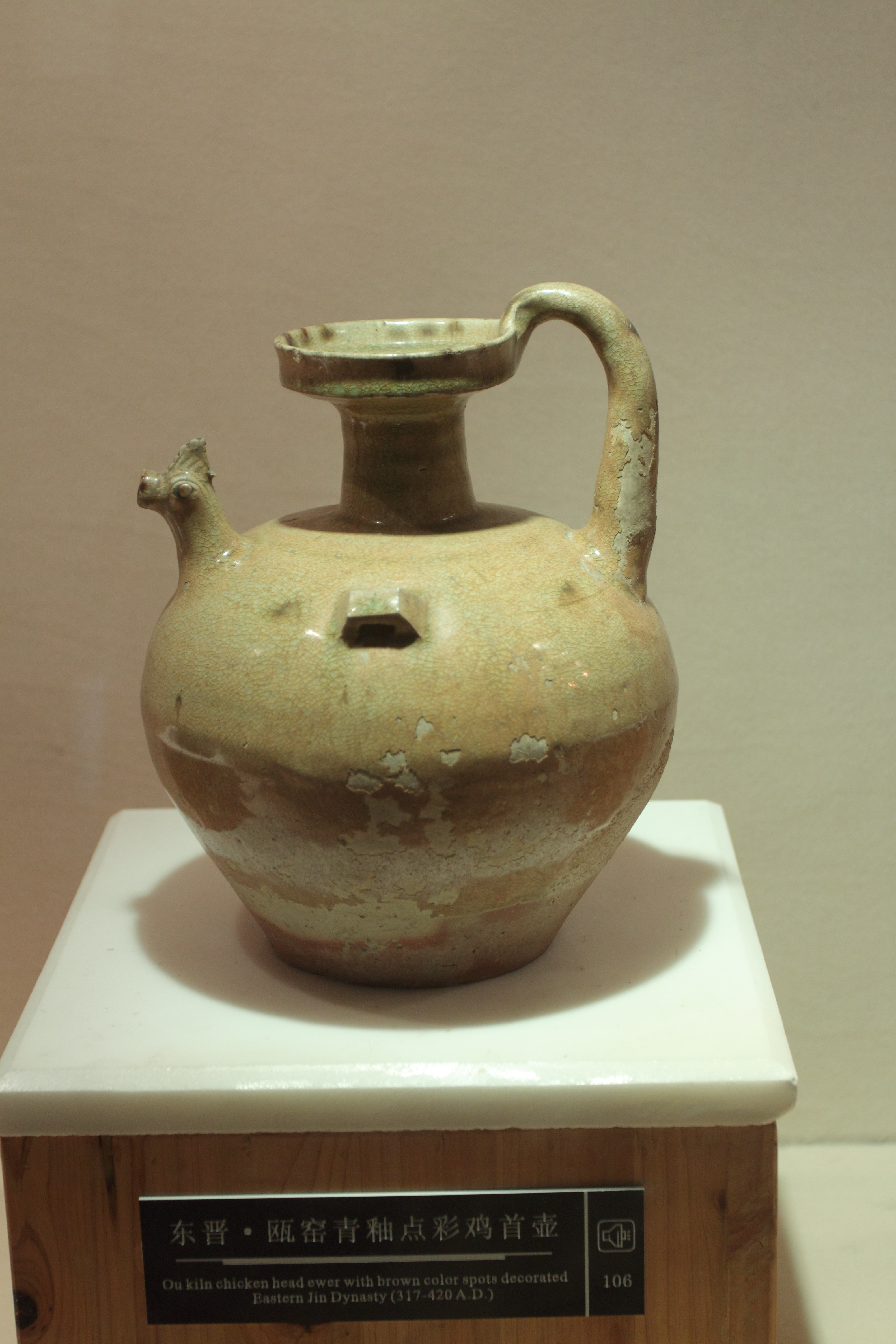
东晋瓯窑青釉点彩鸡首壶，南宋官窑博物馆藏
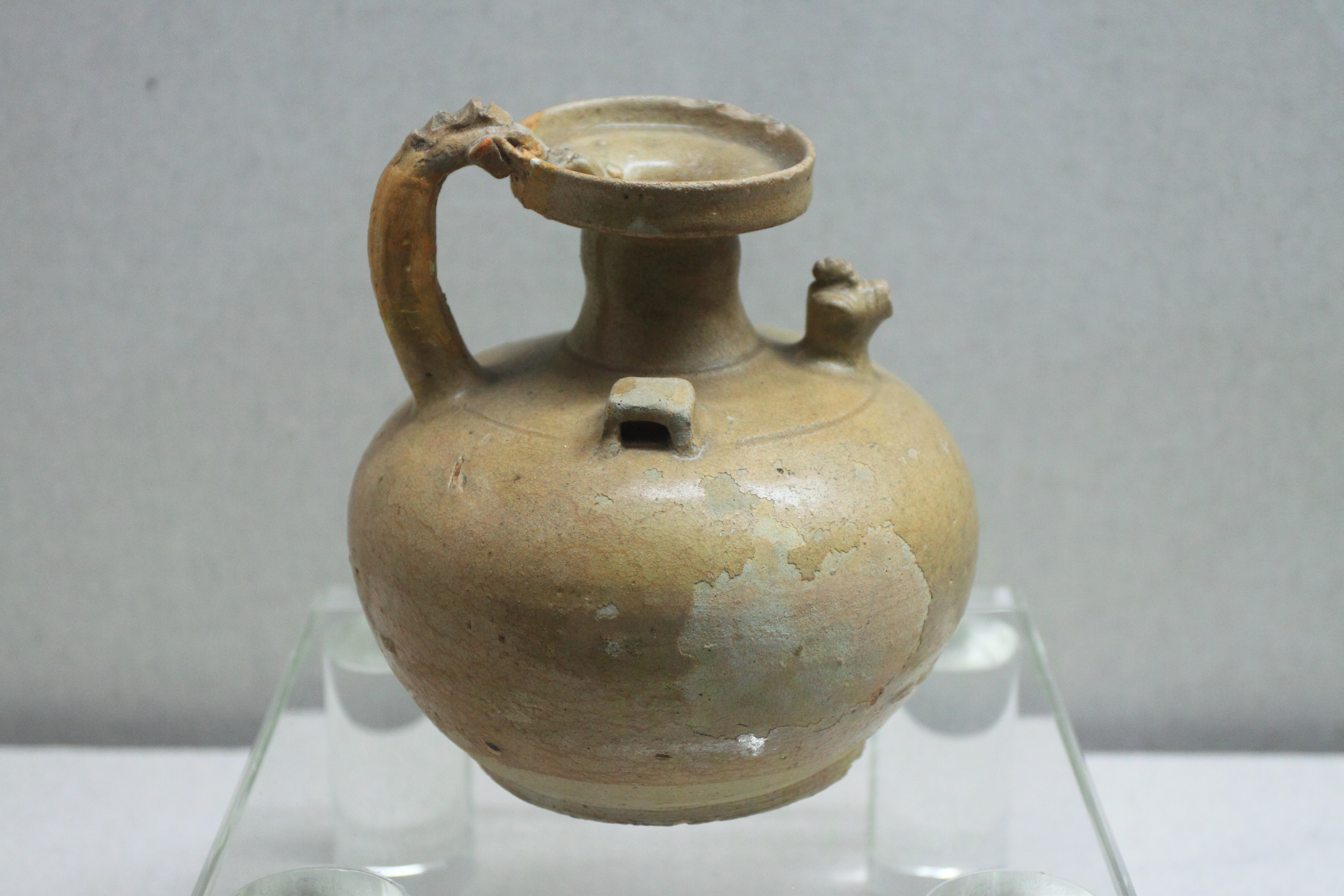
东晋青瓷鸡首壶，江西省博物馆藏